# NGC 1193
NGC 1193 је расејано звездано јато у сазвежђу Персеј које се налази на NGC листи објеката дубоког неба.
Деклинација објекта је + 44° 23' 0" а ректасцензија 3h 5m 55,0s. Привидна величина (магнитуда) објекта NGC 1193 износи 12,6. NGC 1193 је још познат и под ознакама OCL 390.